# Johan Zagers

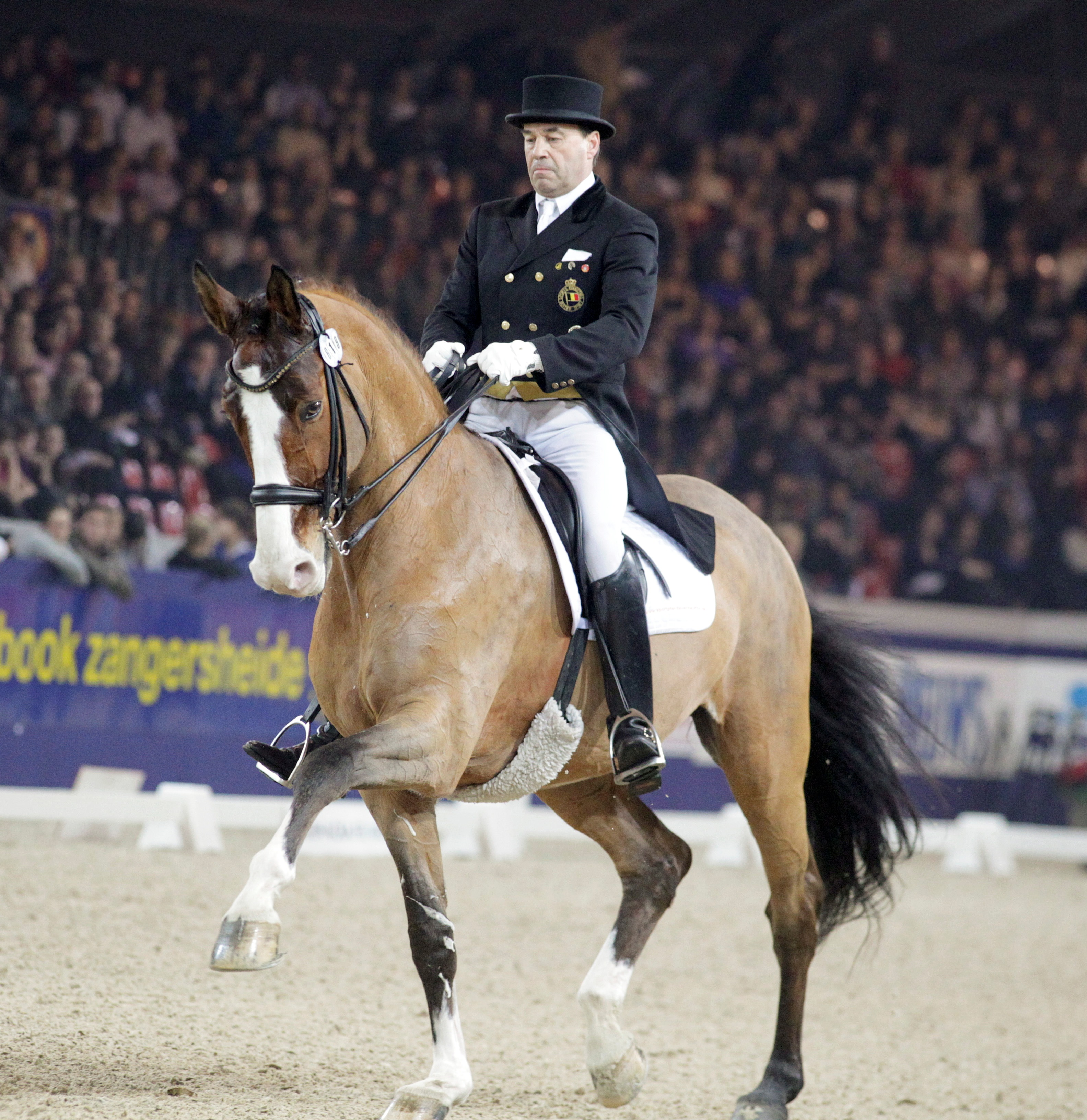
Johan Zagers (BEL) – Question de Liberte

Johan Zagers (* 6. August 1960 in Brecht, Belgien) ist ein belgischer Dressurreiter und internationaler Trainer.

## Leben und Karriere
Johan Zagers begann als Sohn eines Unternehmers bereits als Kind das Reiten. Nach dem Studium der Philosophie und Religionswissenschaften und zwei Berufsjahren als Lehrer entschied er sich nach einem schweren Autounfall, professionell in den Reitsport einzusteigen. Trotz der medizinischen Vorhersagen, die Reiterei wäre für den damals 23-Jährigen nicht mehr möglich, stieg er nach anderthalb Jahren das erste Mal in den Sattel. 1985 begann er schließlich bei dem international erfolgreichen Dressurreiter Jan Nivelle im Mülheimer Gestüt Eschenbruch der Familie Tummes seine Ausbildung und erwarb 1990 über den Berufsreitertest seinen Bereiter-Titel mit Stensbeck-Auszeichnung. 1994 zog er nach Düsseldorf.
Zagers wurde in seiner Karriere unter anderem von Arthur Kottas-Heldenberg, einem ehemaligen Oberbereiter der Spanischen Hofreitschule, den Grand-Prix-Richtern Hans-Peter Schmitz und Volker Moritz sowie weiteren namhaften Reitern. Er ist Träger des Goldenen Reitabzeichens.
Johan Zagers ist verheiratet und hat einen Sohn und eine Tochter. Gemeinsam mit seiner Frau Katja lebt er in Mettmann in der Nähe von Düsseldorf.

### Sportlerkarriere
Johan Zagers kann auf nationale und internationale Grand Prix-Siege zurückblicken. Für sein Heimatland Belgien nahm er zwei Mal an Europameisterschaften teil (Hickstead 2003 und Rotterdam 2011). Bei den Belgischen Meisterschaften holte er 2002 den Vizetitel, 2003 wurde er belgischer Meister, 2011 gewann er die Bronzemedaille. Im gleichen Jahr repräsentierte Zagers sein Land mit dem belgischen Team beim CHIO in Aachen.

### Trainerkarriere
Seit mehreren Jahren ist Johan Zagers national und international als Trainer aktiv.
Von 2004 bis 2010 trainierte er das brasilianische Dressurteam. Nach vier Jahren immer wiederkehrender intensiver Trainingsaufenthalte in Brasilien und bei Zagers in Deutschland begleitete er sein junges Team zu den Olympischen Spielen in Hongkong. Es war das erste Mal, dass ein brasilianisches Team an Olympischen Spielen teilnahm. Diese bestand aus den drei Reitern Luiza Almeida, Leandro da Silva und Rogerio Clementino. Almeida war zudem mit 17 Jahren die jüngste Dressur-Olympionikin aller Zeiten.
Zagers war außerdem Stützpunkttrainer für die Dressur im Rheinland von 2009 bis 2013 und ist seit Januar 2010 Mitglied im Disziplinbeirat Ausbildung des Pferdesportverbandes Rheinland.
Mehrere Jahre leitete Johan Zagers den Sportstall der Yeguada Centurion nördlich von Madrid, das Gestüt des spanischen Unternehmers Leopoldo Fernandez Pujals.

## Erfolge
als Trainer mit Brasilien
- Bronzemedaille Pan American Games 2007
- Qualifikation Olympic Games Bejing (Hong Kong) 2008
- Qualifikation World Equestrian Games Kentucky (USA) 2010
- Qualifikation World Cup Finale S'Hertogenbosch (NL) 2010

als Trainer mit Polen
- Eva Hamkalo: Qualifikation Europameisterschaften Junioren 2009 und 2010